# Juan Agustín Ceán Bermúdez
Juan Agustín Ceán Bermúdez (ur. 17 września 1749 w Gijón, zm. 3 grudnia 1829 w Madrycie) – hiszpański malarz, historyk i krytyk sztuki.
Pochodził z ubogiej rodziny. Był protegowanym oświeceniowego polityka Gaspara Melchora de Jovellanosa, u którego pracował jako sekretarz. Pracował również u finansisty Francisca Cabarrusa, dzięki któremu poznał hiszpańskiego dramaturga i poetę Moratina, z którym połączyła go wieloletnia przyjaźń.
W 1791 roku zlecono mu pracę w Głównym Archiwum Indii w Sewilli. W 1800 roku opublikował swoje najważniejsze dzieło na temat teorii i historii hiszpańskiego malarstwa (Diccionario histórico de los más ilustres profesores de las Bellas Artes en España). W 1814 wydał pierwszą biografię Jovellanosa, dziś cenne źródło wiedzy o tym polityku.
Był członkiem Królewskiej Akademii Sztuk Pięknych św. Ferdynanda w Madrycie i przyjacielem Francisca Goi, który dwukrotnie namalował jego portret. W dowód przyjaźni Goya podarował Bermudezowi komplet grafik Okropności wojny, które nie zostały wydane za życia ich autora.

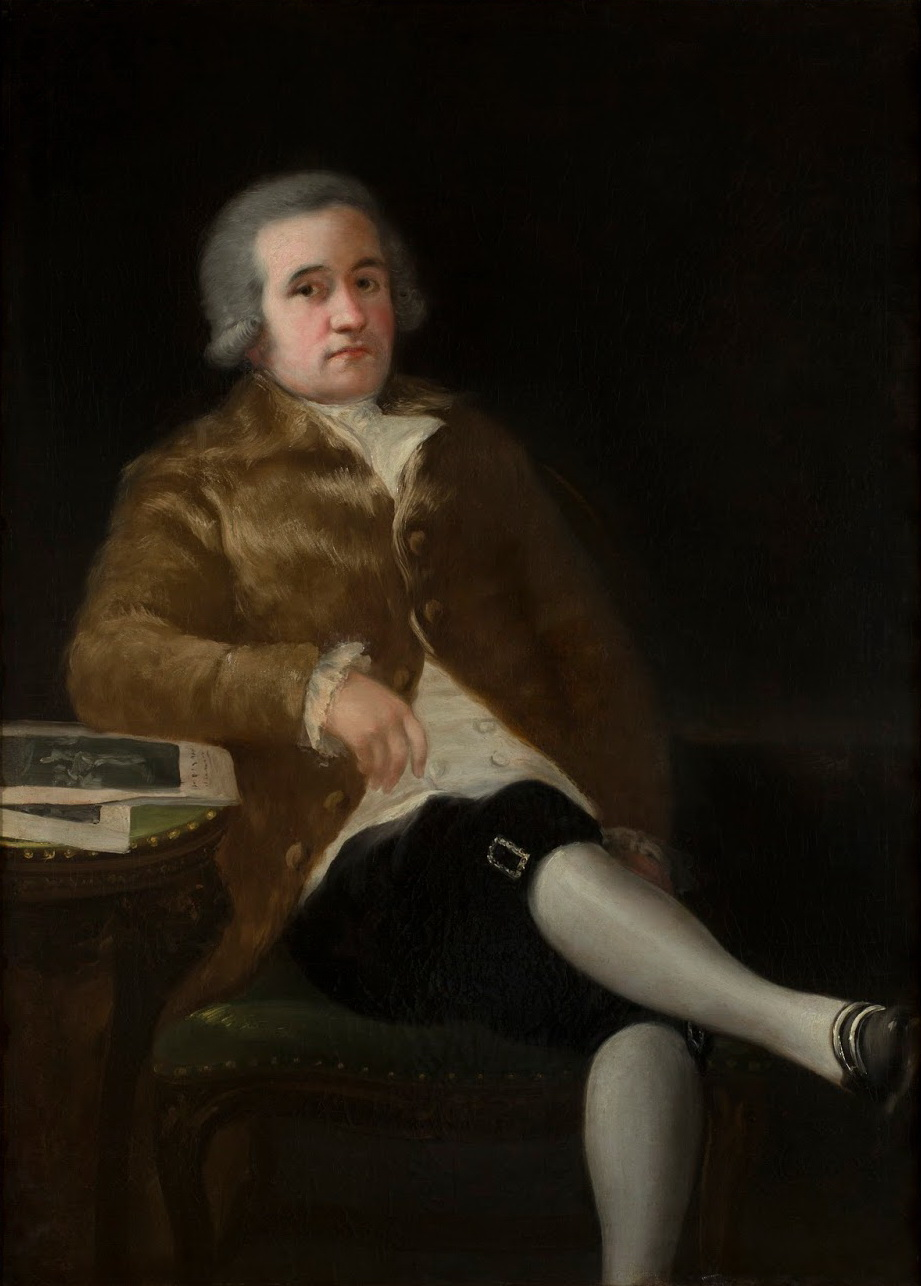
Portret Juana Agustina Ceana Bermudeza pędzla Francisca Goi, ok. 1786